# Джасім бін Мухаммед Аль Тані
Джасім бін Мухаммед Аль Тані (араб. جاسم بن محمد آل ثاني; нар. бл. 1825 — 17 липня 1913) — державний діяч, засновник сучасного Катару та його перший відносно незалежний правитель.
Мав 19 дітей, більшість з яких стали керівниками окремих міст або регіонів Катару.